# Odjezd (film)
Odjezd (anglicky Departure, francouzsky Le Départ) je britsko-francouzský hraný film z roku 2015, který režíroval Andrew Steggall podle vlastního scénáře. Film zachycuje příběh chlapce, jehož rodiče se rozvádějí. V ČR byl uveden v roce 2016 na filmovém festivalu Febiofest.

## Děj
Patnáctiletý Elliot a jeho matka Beatrice společně vyklízejí letní dům ve Francii. Manželé se totiž rozvádějí a dům se bude prodávat. Elliot melancholicky bloumá po okolí, kde se seznámí s místním mladíkem Clémentem. Matka s obavami sleduje, jak je Elliot fascinován Clémentem. Když přijede otec, aby dořešil prodej domu, vztahy v rodině se zkomplikují.

## Obsazení
| Juliet Stevenson | Beatrice |
| Alex Lawther     | Elliot   |
| Phénix Brossard  | Clément  |
| Finbar Lynch     | Philip   |
| Niamh Cusack     | Sally    |
| Patrice Juiff    | François |